# Plavni, Vasîlivka
Plavni (în ucraineană Плавні) este un sat în comuna Kameanske din raionul Vasîlivka, regiunea Zaporijjea, Ucraina.

## Demografie
Componența lingvistică a localității Plavni
     Ucraineană (92,4%)
     Rusă (7,6%)
Conform recensământului din 2001, majoritatea populației localității Plavni era vorbitoare de ucraineană (92,4%), existând în minoritate și vorbitori de rusă (7,6%).